# Cinquantanni
Cinquantanni è un album di Eugenio Finardi, pubblicato nel 2002 da Edel Music.

## Tracce
1. Scuola – 3:47
2. Trappole – 3:48
3. Come un animale – 5:47
4. Sulla strada – 4:12
5. Afghanistan – 5:56
6. Quando stai per cominciare – 4:50
7. Affetto – 4:09
8. A mio padre* – 3:19
9. Diesel – 4:57
10. Cuba – 4:31
11. Zucchero – 3:53
12. Non diventare grande mai – 3:59
13. La paura del domani – 4:27

*pubblicata in origine come Northampton, Genn. '78.